# Karl Wilhelm von Willisen
Karl Wilhelm Freiherr von Willisen (ur. 30 kwietnia 1790 w Staßfurcie, zm. 25 lutego 1879 w Dessau) – pruski generał. Uczestnik wojen napoleońskich, wojny o Szlezwik i Holsztyn w 1849. W okresie Wiosny Ludów i powstania wielkopolskiego w 1848 był mediatorem pomiędzy polskimi powstańcami a władzami pruskimi jako Królewski Cywilny Komisarz dla Prowincji Poznańskiej (Zivilen Königlichen Kommissar für die Provinz Posen).

## Odznaczenia
Odznaczenia gen. von Willisena to między innymi:
- Order Orła Czerwonego III klasy z liśćmi dębu
- Order Świętego Jana
- Kawaler Orderu Alberta Niedźwiedzia (Anhalt)
- Komandor II klasy Orderu Henryka Lwa (Brunszwik)
- Oficer Legii Honorowej (Francja)
- Kawaler Orderu Gwelfów (Hanower)
- Kawaler I klasy Orderu Lwa Niderlandzkiego (Niderlandy)
- Order Świętej Anny II klasy (Imperium Rosyjskie)